# Xe législature d'Espagne

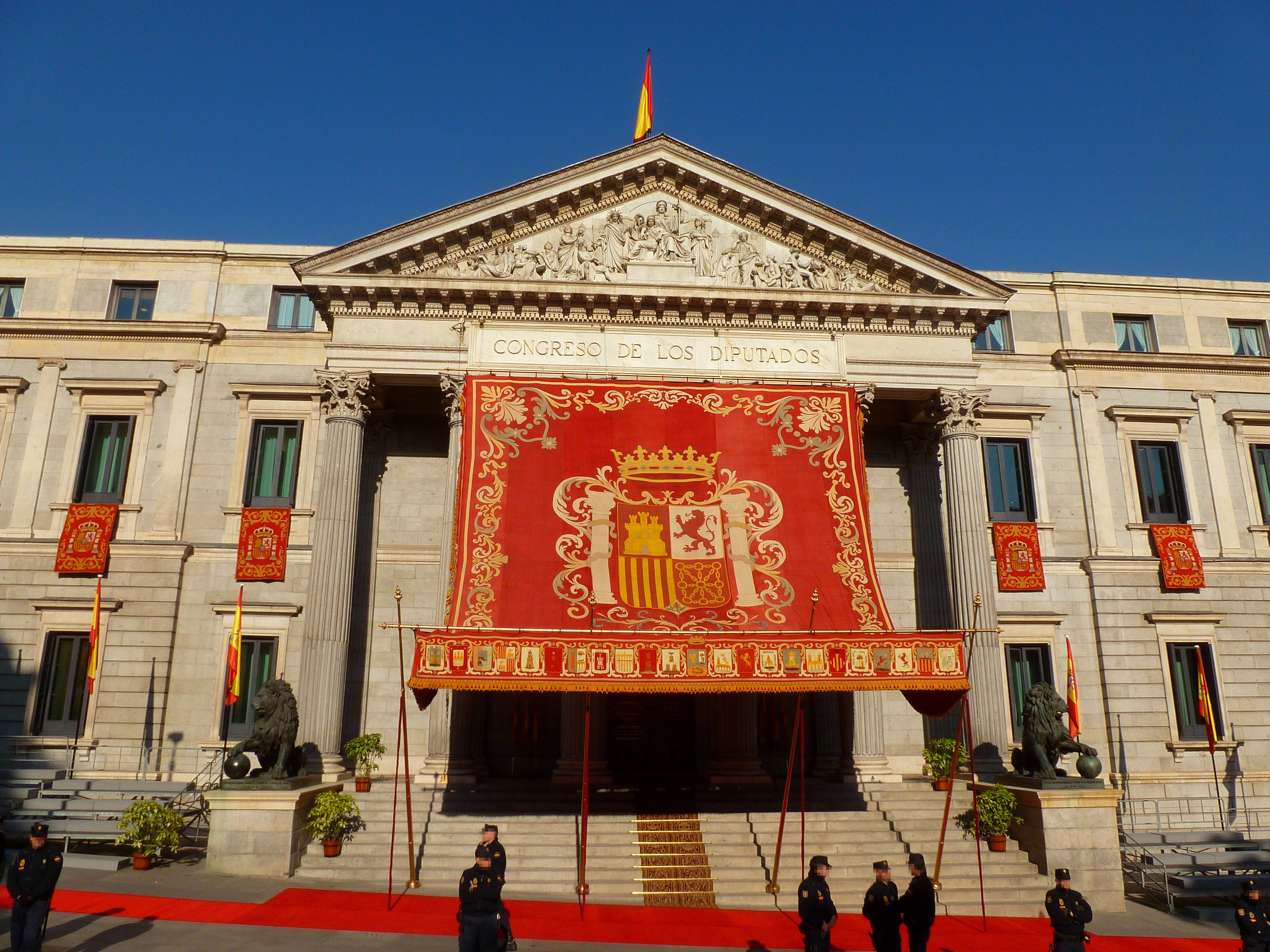
Le palais des Cortes Generales lors de la session solennelle d'ouverture de la législature.

La Xe législature d'Espagne (x legislatura de España) est un cycle parlementaire de quatre ans des Cortes Generales, ouvert le 13 décembre 2011, à la suite des élections générales anticipées du 20 novembre 2011, et qui s'est terminé le 27 octobre 2015 à la suite de la dissolution du Parlement par le roi Felipe VI en vue des élections générales du 20 décembre 2015 pour la constitution du Parlement de la XIe législature. Elle a été précédée par la IXe législature.

## Répartition des forces politiques

### Congrès des députés

#### Groupes parlementaires
| Nom | Nom                                                                              | Début | Fin | Porte-parole                                                                    |
| --- | -------------------------------------------------------------------------------- | ----- | --- | ------------------------------------------------------------------------------- |
|     | Populaire Grupo Parlamentario Popular en el Congreso                             | 185   | 185 | Alfonso Alonso Rafael Hernando (16/12/2014)                                     |
|     | Socialiste Grupo Parlamentario Socialista                                        | 110   | 110 | José Antonio Alonso Soraya Rodríguez (14/02/2012) Antonio Hernando (09/09/2014) |
|     | Catalan Grupo Parlamentario Catalán (Convergència i Unió)                        | 16    | 16  | Josep Antoni Duran i Lleida                                                     |
|     | Gauche plurielle Grupo Parlamentario de IU, ICV-EUiA, CHA: La Izquierda Plural   | 11    | 11  | Cayo Lara                                                                       |
|     | Union, progrès et démocratie Grupo Parlamentario de Unión, Progreso y Democracia | 5     | 5   | Rosa Díez                                                                       |
|     | Basque Grupo Parlamentario Vasco (EAJ-PNV)                                       | 5     | 5   | Josu Erkoreka Aitor Esteban (18/12/2012)                                        |
|     | Non-inscrits Grupo Parlamentario mixto                                           | 18    | 18  | Poste tournant                                                                  |

#### Partis politiques
| Nom | Nom                                      | Élus | Groupe                       |
| --- | ---------------------------------------- | ---- | ---------------------------- |
|     | Parti populaire                          | 185  | Populaire                    |
|     | Parti socialiste ouvrier espagnol        | 96   | Socialiste                   |
|     | Parti des socialistes de Catalogne       | 14   | Socialiste                   |
|     | Convergence démocratique de Catalogne    | 10   | Catalan                      |
|     | Gauche unie                              | 8    | Gauche plurielle             |
|     | Union démocratique de Catalogne          | 6    | Catalan                      |
|     | Indépendants d'Amaiur                    | 5    | Mixte                        |
|     | Parti nationaliste basque                | 5    | Basque                       |
|     | Union, progrès et démocratie             | 5    | Union, progrès et démocratie |
|     | Gauche républicaine de Catalogne         | 3    | Mixte                        |
|     | Bloc nationaliste galicien               | 2    | Mixte                        |
|     | Initiative pour la Catalogne - Les Verts | 2    | Gauche plurielle             |
|     | Aralar                                   | 1    | Mixte                        |
|     | Coalition canarienne                     | 1    | Mixte                        |
|     | Coalition Compromís                      | 1    | Mixte                        |
|     | Forum des Asturies                       | 1    | Mixte                        |
|     | Nouvelles Canaries                       | 1    | Mixte                        |
|     | Oui au futur                             | 1    | Mixte                        |
|     | Solidarité basque                        | 1    | Mixte                        |
|     | Union aragonaisiste                      | 1    | Gauche plurielle             |
|     | Union du peuple navarrais                | 1    | Mixte                        |

### Sénat

#### Groupes parlementaires
| Groupe parlementaire | Groupe parlementaire                                                                       | Début | Fin | Porte-parole                                                           |
| -------------------- | ------------------------------------------------------------------------------------------ | ----- | --- | ---------------------------------------------------------------------- |
|                      | Populaire Grupo Parlamentario Popular en el Senado                                         | 163   | 148 | Xosé Manuel Barreiro                                                   |
|                      | Socialiste Grupo Parlamentario Socialista                                                  | 66    | 65  | Marcelino Iglesias María Chivite (09/09/2014) Óscar López (22/06/2015) |
|                      | Catalan Grupo Parlamentario Catalán en el Senado Convergència i Unió                       | 13    | 13  | Josep Lluís Cleries                                                    |
|                      | Accord pour le progrès de la Catalogne Grupo Parlamentario Entesa pel Progrés de Catalunya | 10    | 9   | José Montilla                                                          |
|                      | Basque Grupo Parlamentario Vasco en el Senado (EAJ-PNV)                                    | 5     | 5   | Jokin Bildarratz                                                       |
|                      | Non-inscrits Grupo Parlamentario mixto                                                     | 9     | 19  | Poste tournant                                                         |

## Bureaux des assemblées

### Congrès des députés
| Poste               | Titulaire | Titulaire                                               | Parti | Circonscription |
| ------------------- | --------- | ------------------------------------------------------- | ----- | --------------- |
| Président           |           | Jesús Posada                                            | PP    | Soria           |
| 1re vice-présidente |           | Celia Villalobos                                        | PP    | Malaga          |
| 2e vice-président   |           | Javier Barrero                                          | PSOE  | Huelva          |
| 3e vice-présidente  |           | Dolors Montserrat                                       | PP    | Barcelone       |
| 4e vice-président   |           | Jordi Jané                                              | CiU   | Tarragone       |
| 1er secrétaire      |           | Ignacio Gil Lázaro                                      | PP    | Valence         |
| 2e secrétaire       |           | Carmela Silva                                           | PSOE  | Pontevedra      |
| 3e secrétaire       |           | Teresa Cunillera                                        | PSC   | Lérida          |
| 4e secrétaire       |           | Santiago Cervera Teófilo de Luis Rodríguez (20/12/2012) | PP    | Madrid          |

### Sénat
| Poste              | Titulaire | Titulaire           | Parti | Circonscription  |
| ------------------ | --------- | ------------------- | ----- | ---------------- |
| Président          |           | Pío García-Escudero | PP    | Madrid           |
| 1er vice-président |           | Juan José Lucas     | PP    | Castille-et-León |
| 2e vice-présidente |           | Yolanda Vicente     | PSOE  | Alava            |
| 1er secrétaire     |           | Matías Conde        | PP    | Huelva           |
| 2e secrétaire      |           | Ramón Rabanera      | PP    | Alava            |
| 3e secrétaire      |           | Carmen Alborch      | PSOE  | Valence          |
| 4e secrétaire      |           | Manel Plana         | CiU   | Lérida           |

## Gouvernement et opposition
| Statut            | Poste                      | Titulaire | Titulaire                                                                                    |
| ----------------- | -------------------------- | --------- | -------------------------------------------------------------------------------------------- |
| Gouvernement : PP | Président du gouvernement  |           | Mariano Rajoy                                                                                |
| Gouvernement : PP | Ministre de la Présidence  |           | Soraya Sáenz de Santamaría                                                                   |
| Gouvernement : PP | Porte-parole au Congrès    |           | Alfonso Alonso Rafael Hernando (16/12/2014)                                                  |
| Gouvernement : PP | Porte-parole au Sénat      |           | Xosé Manuel Barreiro                                                                         |
|                   |                            |           |                                                                                              |
| Opposition : PSOE | Secrétaire général du PSOE |           | José Luis Rodríguez Zapatero Alfredo Pérez Rubalcaba (04/02/2012) Pedro Sánchez (26/07/2014) |
| Opposition : PSOE | Porte-parole au Congrès    |           | José Antonio Alonso Soraya Rodríguez (14/02/2012) Antonio Hernando (09/09/2014)              |
| Opposition : PSOE | Porte-parole au Sénat      |           | Marcelino Iglesias María Chivite (09/09/2014) Óscar López (22/06/2015)                       |

## Commissions parlementaires

### Congrès des députés
| Commission                                                           | Président | Président                                                                                       | Parti   | Circonscription        |
| -------------------------------------------------------------------- | --------- | ----------------------------------------------------------------------------------------------- | ------- | ---------------------- |
| Commissions permanentes législatives                                 |           |                                                                                                 |         |                        |
| Commission constitutionnelle                                         |           | Arturo García-Tizón                                                                             | PP      | Tolède                 |
| Commission des Affaires étrangères                                   |           | Josep Antoni Duran i Lleida                                                                     | CiU     | Barcelone              |
| Commission de la Justice                                             |           | Alfredo Prada                                                                                   | PP      | León                   |
| Commission de l'Intérieur                                            |           | Juan Carlos Aparicio Esteban González Pons (08/10/2013) Sebastián González Vázquez (25/06/2014) | PP      | Burgos Valence Ávila   |
| Commission de la Défense                                             |           | Agustín Conde Gabino Puche (10/02/2015)                                                         | PP      | Tolède Jaén            |
| Commission de l'Économie et de la Compétitivité                      |           | Elvira Rodríguez Santiago Lanzuela (03/10/2012) Ovidio Sánchez (29/07/2014)                     | PP      | Jaén Teruel Asturies   |
| Commission des Finances et des Administrations publiques             |           | Gabriel Elorriaga                                                                               | PP      | Madrid                 |
| Commission du Budget                                                 |           | Alfonso Guerra José Enrique Serrano (10/02/2015)                                                | PSOE    | Séville Madrid         |
| Commission de l'Équipement                                           |           | Celso Delgado                                                                                   | PP      | Ourense                |
| Commission de l'Éducation et des Sports                              |           | Miquel Ramis                                                                                    | PP      | Îles Baléares          |
| Commission de l'Emploi et de la Sécurité sociale                     |           | José Eugenio Azpiroz                                                                            | PP      | Guipuscoa              |
| Commission de l'Industrie, de l'Énergie et du Tourisme               |           | Pablo Matos                                                                                     | PP      | Santa Cruz de Ténérife |
| Commission de l'Agriculture, de l'Alimentation et de l'Environnement |           | José Ignacio Llorens                                                                            | PP      | Lérida                 |
| Commission de la Santé et des Services sociaux                       |           | Mario Mingo                                                                                     | PP      | Madrid                 |
| Commission de la Coopération internationale pour le développement    |           | Carlos Aragonés Mendiguchía                                                                     | PP      | Madrid                 |
| Commission de la Culture                                             |           | Juan Manuel Albendea                                                                            | PP      | Séville                |
| Commission de l'Égalité                                              |           | Carmen Quintanilla                                                                              | PP      | Ciudad Real            |
| Commissions permanentes non-législatives                             |           |                                                                                                 |         |                        |
| Commission du Règlement                                              |           | Jesús Posada                                                                                    | PP      | Soria                  |
| Commission du Statut des députés                                     |           | Aurelio Romero                                                                                  | PP      | Cadix                  |
| Commission des Pétitions                                             |           | Gabino Puche Fernando López-Amor (11/02/2015)                                                   | PP      | Jaén Cordoue           |
| Commission de Suivi et d'évaluation des accords du pacte de Tolède   |           | Manuel Chaves Jesús Caldera (07/2015)                                                           | PSOE    | Cadix                  |
| Commission de la Sécurité routière et des Déplacements durables      |           | Pere Macias                                                                                     | CiU     | Barcelone              |
| Commission des Politiques d'intégration des handicapés               |           | Lourdes Méndez                                                                                  | PP      | Murcie                 |
| Commission consultative des nominations                              |           | Jesús Posada                                                                                    | PP      | Soria                  |
| Commission de contrôle des crédits réservés                          |           | Jesús Posada                                                                                    | PP      | Soria                  |
| Commissions non-permanentes                                          |           |                                                                                                 |         |                        |
| Commission pour l'Étude du changement climatique                     |           | Emilio Olabarría                                                                                | EAJ/PNV | Alava                  |

### Sénat
| Commission                                                        | Président | Président                                          | Parti | Circonscription  |
| ----------------------------------------------------------------- | --------- | -------------------------------------------------- | ----- | ---------------- |
| Commissions permanentes législatives                              |           |                                                    |       |                  |
| Commission constitutionnelle                                      |           | Gonzalo Piñeiro                                    | PP    | Cantabrie        |
| Commission des Affaires étrangères                                |           | Alejandro Muñoz-Alonso                             | PP    | Madrid           |
| Commission de la Justice                                          |           | Joaquín Luis Ramírez                               | PP    | Malaga           |
| Commission de l'Intérieur                                         |           | Juana Iturmendi                                    | PP    | Pays basque      |
| Commission de la Défense                                          |           | Santiago López Valdivielso                         | PP    | Valladolid       |
| Commission de l'Économie et de la Compétitivité                   |           | José Atarés                                        | PP    | Saragosse        |
| Commission des Finances et des Administrations publiques          |           | José Luis Sanz Ruiz                                | PP    | Séville          |
| Commission du Budget                                              |           | Petronila Guerrero                                 | PSOE  | Huelva           |
| Commission de l'Équipement                                        |           | María Dolores Pan Vázquez                          | PP    | Pontevedra       |
| Commission de l'Éducation et des Sports                           |           | María Jesús Sáinz                                  | PP    | La Corogne       |
| Commission de l'Emploi et de la Sécurité sociale                  |           | Alicia Sánchez-Camacho                             | PP    | Catalogne        |
| Commission de l'Industrie, de l'Énergie et du Tourisme            |           | José Martín Muñoz                                  | PP    | Salamanque       |
| Commission de l'Agriculture, de la Pêche et de l'Alimentation     |           | José Colomer                                       | PP    | La Corogne       |
| Commission de l'Environnement et du Changement climatique         |           | María Jesús Ruiz Ruiz                              | PP    | Castille-et-León |
| Commission de la Santé et des Services sociaux                    |           | Carmen Aragón                                      | PP    | Ávila            |
| Commission de la Coopération internationale pour le développement |           | Jordi Vilajoana                                    | CiU   | Catalogne        |
| Commission de la Culture                                          |           | María Ongil                                        | PP    | Madrid           |
| Commission de l'Égalité                                           |           | Carmen Dueñas                                      | PP    | Melilla          |
| Commission des Entités locales                                    |           | Francisco de la Torre Prados                       | PP    | Malaga           |
| Commission générale des communautés autonomes                     |           | Juan José Imbroda                                  | PP    | Melilla          |
| Commissions permanentes non-législatives                          |           |                                                    |       |                  |
| Commission du Règlement                                           |           | José Manuel Romay Pío García-Escudero (10/04/2012) | PP    | Galice Madrid    |
| Commission des Incompatibilités                                   |           | Rafael Salas                                       | PP    | Andalousie       |
| Commission des Pétitions                                          |           | Carmen Leyte                                       | PP    | Ourense          |
| Commission des Nominations                                        |           | Pío García-Escudero                                | PP    | Madrid           |
| Commission des Requêtes                                           |           | Juan Morano                                        | PP    | León             |
| Commission des Affaires latino-américaines                        |           | Miguel Ángel Pérez de Juan                         | PP    | León             |

### Conjointes
| Commission                                                               | Président | Président                                             | Parti | Circonscription | Chambre |
| ------------------------------------------------------------------------ | --------- | ----------------------------------------------------- | ----- | --------------- | ------- |
| Commission pour les Relations avec le Tribunal des comptes               |           | Ricardo Tarno Blanco                                  | PP    | Séville         | Congrès |
| Commission pour l'Union européenne                                       |           | Gerardo Camps Devesa                                  | PP    | Alicante        | Congrès |
| Commission pour les Relations avec la Défenseur du peuple                |           | Miguel Ángel Cortés                                   | PP    | Valladolid      | Congrès |
| Commission pour le Contrôle parlementaire de la radiotélévision publique |           | José María Barreda                                    | PSOE  | Ciudad Real     | Congrès |
| Commission pour l'Étude des problèmes de toxicomanie                     |           | Gaspar Llamazares Ascensión De las Heras (11/06/2015) | IU    | Asturies Madrid | Congrès |